# Cheap Trick (1997)
Cheap Trick è il tredicesimo album in studio della rock band Cheap Trick, pubblicato nel 1997. Talvolta viene indicato anche Cheap Trick '97 per distinguerlo dall'omonimo album di debutto.

## Tracce
1. Anytime – 4:36 – (R. Nielsen, T. Petersson, R. Zander)
2. Hard to Tell – 4:07 – (R. Nielsen, T. Petersson, R. Zander)
3. Carnival Game  – 4:13 – (Jerry Dale McFadden, Nielsen, Petersson, Robert Reynolds, Zander)
4. Shelter – 4:13  – (Jamie Mica, Nielsen, Petersson, Zander)
5. You Let a Lotta People Down – 4:29 – (R. Nielsen, T. Petersson, R. Zander)
6. Baby No More – 2:54 – (R. Nielsen, T. Petersson, R. Zander)
7. Yeah Yeah – 3:12 – (R. Nielsen, T. Petersson, R. Zander)
8. Say Goodbye – 3:34 – (R. Nielsen, T. Petersson, R. Zander)
9. Wrong All Along – 2:18 – (R. Nielsen, T. Petersson, R. Zander)
10. Eight Miles Low – 3:28 – (R. Nielsen, T. Petersson, R. Zander)
11. It All Comes Back to You – 3:41  – (Jerry Dale McFadden, Nielsen, Petersson, Robert Reynolds, Zander)

## Formazione
- Robin Zander - voce
- Rick Nielsen - chitarre
- Bun E. Carlos - batteria
- Tom Petersson - basso